# Drapeau du Limousin
 (août 2020).
Si vous disposez d'ouvrages ou d'articles de référence ou si vous connaissez des sites web de qualité traitant du thème abordé ici, merci de compléter l'article en donnant les références utiles à sa vérifiabilité et en les liant à la section « Notes et références ».
Le drapeau du Limousin, ancienne région administrative française.

## Origine du drapeau
Il s'agit des armes du Limousin mises en bannière, c'est-à-dire que le blason du Limousin a été étendu sur toute l'étoffe du drapeau. Il se décrit : d'hermine à la bordure de gueules. 

## Origine des armoiries
Le blason de la province du Limousin est issu de celui d'une branche de la famille des ducs de Bretagne, celle des Penthièvre d'hermine à la bordure de gueules, depuis Guy VII, vicomte de Limoges, fils d'Arthur II, duc de Bretagne et de Marie, vicomtesse de Limoges. La troisième famille des vicomtes de Limoges porta donc, dans ses armes, l'hermine de Bretagne.

## Anciennes armoiries
Les armes des anciens vicomtes de Limoges étaient : bandé d'or et de gueules de dix pièces.
Sous la domination de la maison de Bretagne, le Limousin eut pour blason : d'hermine (qui est Bretagne), à la bordure de gueules pour brisure. Enfin d'Hozier enregistra les armes de cette province d'argent, parti de gueules, chappé de l'un en l'autre.